# Могильовський район
Могильовський район — адміністративна одиниця Білорусі, Могильовська область. Складається з 15 сільських рад:
- Буйницька сільрада
- Вендорозька сільрада
- Вяйнянська сільрада
- Дашківська сільрада
- Заводськослобідська сільрада
- Кадзинська сільрада
- Княжицька сільрада
- Махівська сільрада
- Мостоцька сільрада
- Паликавицька сільрада
- Пашківська сільрада
- Підгір'ївська сільрада
- Семукацька сільрада
- Сидоровицька сільрада
- Сухаревська сільрада